# Сельское поселение «Село Маклаки»
Сельское поселение «Село Маклаки» — муниципальное образование в Думиничском районе Калужской области.
Административный центр — село Маклаки.

## История
С 1920-х годов на территории СП «Село Маклаки» было два сельсовета — Маклаковский и Полянский. Перед войной они состояли из населенных пунктов с. Маклаки (350*), п. Малеевский (16), п. Культурный труд (27), д. Поляна (230), д. Ряплово (25), п. Сигуново (Салкино, 9 дв.).
В состав Полянского с/с какое-то время входила ст. Пробуждение, построенная в 1934 г.
В конце 1940-х построен поселок лесозаготовителей Рассвет (до 1957 назывался им. Кагановича).
В 1954 г. Полянский с/с присоединили к Маклаковскому. В 1956—1968 гг. существовал объединенный Зимницкий с/с, адм. центром которого было с. Маклаки.
В 1968 г. Маклаковский с/с восстановлен в нынешних границах СП «Село Маклаки».
Статус и границы территории сельского поселения установлены законом Калужской области от 1 ноября 2004 года № 369-ОЗ «Об установлении границ муниципальных образований, расположенных на территории административно-территориальных единиц „Думиничский район“, „Кировский район“, „Медынский район“, „Перемышльский район“, „Сухиничский район“, „Тарусский район“, „Юхновский район“, и наделением их статусом сельского поселения, сельского поселения, сельского округа, муниципального района».
- -число дворов

## Население
| 2010 | 2012 | 2013 | 2014 | 2015 | 2016 | 2017 |
| ---- | ---- | ---- | ---- | ---- | ---- | ---- |
| 371  | ↘355 | ↗359 | ↗389 | ↗446 | ↘337 | ↗338 |
| 2018 | 2019 | 2020 | 2021 |      |      |      |
| ↘316 | ↗327 | ↘314 | ↘277 |      |      |      |

- Примечания: рост населения в 2014—2015 гг. связан со строительством Калужского цементного завода (строители зарегистрированы по месту пребывания).

## Состав сельского поселения
В состав сельского поселения входят:
| № | Населённый пункт | Тип населённого пункта       | Население |
| - | ---------------- | ---------------------------- | --------- |
| 1 | Маклаки          | село, административный центр | ↘229      |
| 2 | Поляна           | деревня                      | ↘30       |
| 3 | Рассвет          | деревня                      | ↘45       |
| 4 | Ряполово         | деревня                      | ↘67       |
| 5 | Сигунов          | деревня                      | →0        |

- Карта Думиничского района М 1: 50000 Архивная копия от 4 марта 2016 на Wayback Machine